# نجم عبد الكريم
نجم عبد الكريم (25 أكتوبر 1938-) إعلامي وكاتب كويتي من أصل عراقي.

## حياته الخاصة
ولد في الكويت لعائلة عراقية تقدم والده بطلب له للحصول على الجنسية الكويتية وحصل عليها هو وأخوه أحمد الذي توفي بمرض الصرع، وأخوته الصغار مسافر عبد الكريم -الذي أعدم بعد التحرير عام 1991 - وشافي لم يحصلا عليها لصغر سنهما.
أنهى دراسته الجامعية في القاهرة، عرف الرئيس العراقي الأسبق صدام حسين خلال دراستهما فيها لكنه عاداه عندما لم تعجبه شخصيته وأفكاره التي وصفها بالديكتاتورية.
التقى وهو طالب وخلال عمله بالعديد من رواد النهضة والحداثة العربية مثل طه حسين، مصطفى العقاد، رسول حمزاتوف، نيلسون مانديلا وحمد الجاسر في السبعينات وأجرى معهم حوارات مسجلة.

## حياته الأسرية
- تزوج أكثر من مرة ولديه ثلاثة أبناء من زيجاته الأولى لنا، دينا وأمجد وابنتان من زوجته المغربية [4][5]

## مشواره المهني
بدأ في ستينيات القرن الماضي بالوقوف وراء الميكروفون معدا ومقدما ومخرجا ومحاورا وكاتبا للبرامج. وكان من مؤسسي فرقة المسرح العربي بقيادة زكي طليمات إذ شارك في تمثيل مسرحية «صقر قريش»
عمل في المسرح وأخرج بني صامت عام 1975 وعمل في التليفزيون والصحف وكان مسؤولاً في التليفزيون وعمل في الصحافة، والتمثيل والإخراج والإذاعة فاعتبر من الرواد.
قدم شخصية الدكتور "عرفان" في الفيلم الكارتوني الرجل الحديدي" الذي بقيَ عالقاً في ذهن الأطفال إلى اليوم.”
بعض المسؤولين في الكويت هم من دفعوه لمغادرة الكويت والهروب عندما قالوا له: (لا نستطيع حمايتك من شر نظام البعث
عندما غادر الكويت صباحا وصله خبر يفيد أن عملية اغتياله كانت ستنفذ ليلاً في نفس يوم مغادرته. وأكد أن جميع رؤساء تحرير الصحف الكويتية كانوا يضيقون عليه مساحة الكتابة ضد (نظام البعث) وقد وصل الأمر بهم إلى أن أمره (أحمد الجار الله) رئيس تحرير صحيفة السياسة الكويتية بأن يكتب مدحا عن الرئيس صدام حسين إلا أنه رفض ذلك واستقال وكان ذلك قبل الغزو العراقي للكويت
قدم برنامجا اسمه (حقيقة الأخبار) كان يقلد فيه صوت عبد الكريم قاسم، فيخطب رئيس دولة قائلاً تلك الأصوات المنكرة التي تطلع علينا بها إذاعة الكويت حيث حكم عليه عبد الكريم قاسم بالإعدام لاحقا واعتبرها نجم جائزة يفتخر بها
على الصعيد السياسي كان يتعاون مع المعارضة العراقية عندما كان في الكويت وعندما انتقل للعيش في لندن تعاون معهم وانضم إلى بعض أحزابهم خاصة المجلس العراقي الحر
في أوائل التسعينيات أنشأ إذاعة باسم إذاعة «كل العرب» التي ترأسها فتحها على مصراعيها للمعارضة العراقية وما زالت تعمل من أجل حرية العراق
[متى؟]كان يكتب مقالات في جريدة الشرق الأوسط
يقيم في بريطانيا منذ السبعينات. حاصل على الدكتوراه في الإعلام من جامعة جنوب كاليفورنيا (University of Southern California) في الولايات المتحدة الأمريكية.
هو كاتب اسئلة البرنامج الشهير «من سيربح المليون» الذي قدمه جورج قرداحي
||

## أعماله في التمثيل
- (1963): فيلم حبي في القاهرة.
- (1981): قدم شخصية الدكتور عرفان في فيلم كرتون الرجل الحديدي.

## أعماله في الإخراج
- (1975): مسرحية بني صامت.

## أعماله في الكتابة
- صدر له كتابان عن دار رياض الريس للكتب والنشر:-
- (2012): شخصيات عرفتها وحاورتها في جزئين
- (2014): وأدباء من العالم غرائب مأساوية-سير وحكايات أسرار عباقرة وعظماء[8]

## روابط خارجية
- نجم عبد الكريم على موقع IMDb (الإنجليزية)
- نجم عبد الكريم على موقع قاعدة بيانات الأفلام العربية